# Liste de sociétés savantes de France

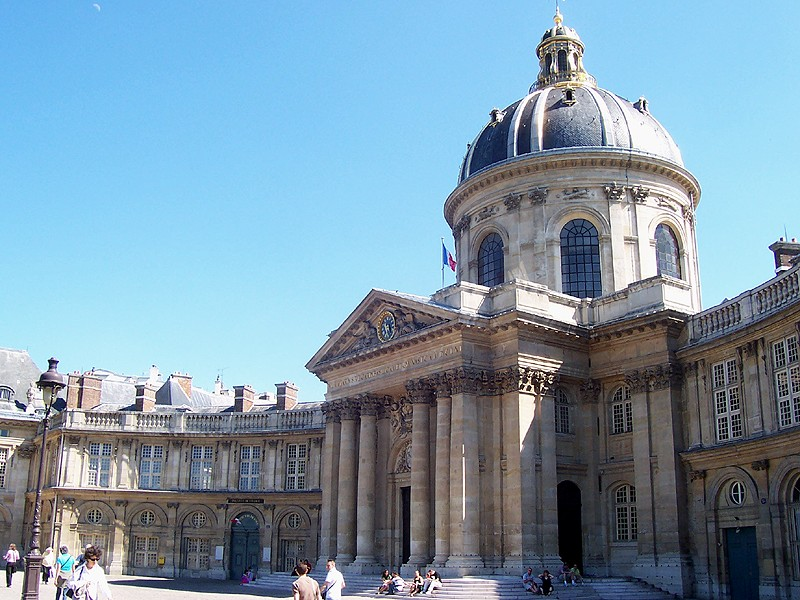
Le siège de l'Institut de France à Paris, une prestigieuse société savante française

L'élaboration de liste des sociétés savantes de France débute dès le dix-neuvième siècle. 
Cette page présente la liste des pages connexes vers les sociétés savantes françaises par thématique.

## Historique
En 1845, une ordonnance royale décide, qu'à dater de janvier 1846, sera publié un annuaire des sociétés savantes scientifiques et littéraires du royaume. Dans cet annuaire, sont listés les établissements nationaux, les compagnies savantes de Paris et les compagnies savantes des départements. Y figurent deux établissements nationaux : l'Académie royale de médecine et l'Institut royal, composé de l'Académie française, l'Académie des inscriptions et belles-lettres, l'Académie des sciences, l'Académie des beaux-arts et l'Académie des sciences morales et politiques. 
En 1891, le ministère de l'Instruction publique fait imprimer la liste complète des sociétés savantes qui sont en correspondance avec lui. Cette liste de 525 sociétés savantes, dont 135 reconnues d'utilité publique, est établie pour l'usage du comité des sciences historiques. Les sociétés qui s'occupent d'histoire et d'archéologie partagent alors le premier rang avec les sociétés d'agriculture. Ensuite, par ordre d'importance, on dénombre les sociétés de médecine, les sociétés de science pure, les sociétés artistiques, et enfin les sociétés de géographie. Cette liste est publiée dans le journal de la société statistique de Paris.
Les plus anciennes sociétés savantes sont l'Académie des sciences, arts et belles-lettres de Caen, fondée 1652, et l'Académie des jeux floraux, fondée en 1694, prenant la suite du Consistori del Gay Saber, fondé en 1323.

## Listes par thématique
Les listes des autres sociétés savantes de France regroupées par spécialité sont les suivantes :
- Liste de sociétés savantes artistiques en France
- Liste de sociétés savantes d'histoire et d'archéologie en France
- Liste de sociétés savantes scientifiques en France